# Bhutan Postal Corporation Ltd.
Bhutan Postal Corporation Ltd., или Bhutan Post, — компания в Бутане, официальный государственный оператор почтовой связи.

## История
До 1996 года почтой в Бутане управлял Департамент почт и телеграфов (Department of Posts and Telegraphs), созданный при Министерстве связи (англ. Ministry of Communications). В соответствии с политикой правительства Бутана о предоставлении автономии организациям, способным работать независимо, 1 октября 1996 года была создана Bhutan Postal Corporation Ltd. Согласно Закону о Bhutan Postal Corporation (Bhutan Postal Corporation Act 1999), принятому Национальной Ассамблеей Бутана в 1999 году, директора корпорации назначаются Бутанским правительством, и председателем совета директоров является один из министров.
С 1969 года Бутан является членом Всемирного почтового союза, а с 1983 года он присоединился к Азиатско-Тихоокеанскому почтовому союзу (Asian Pacific Postal Union).

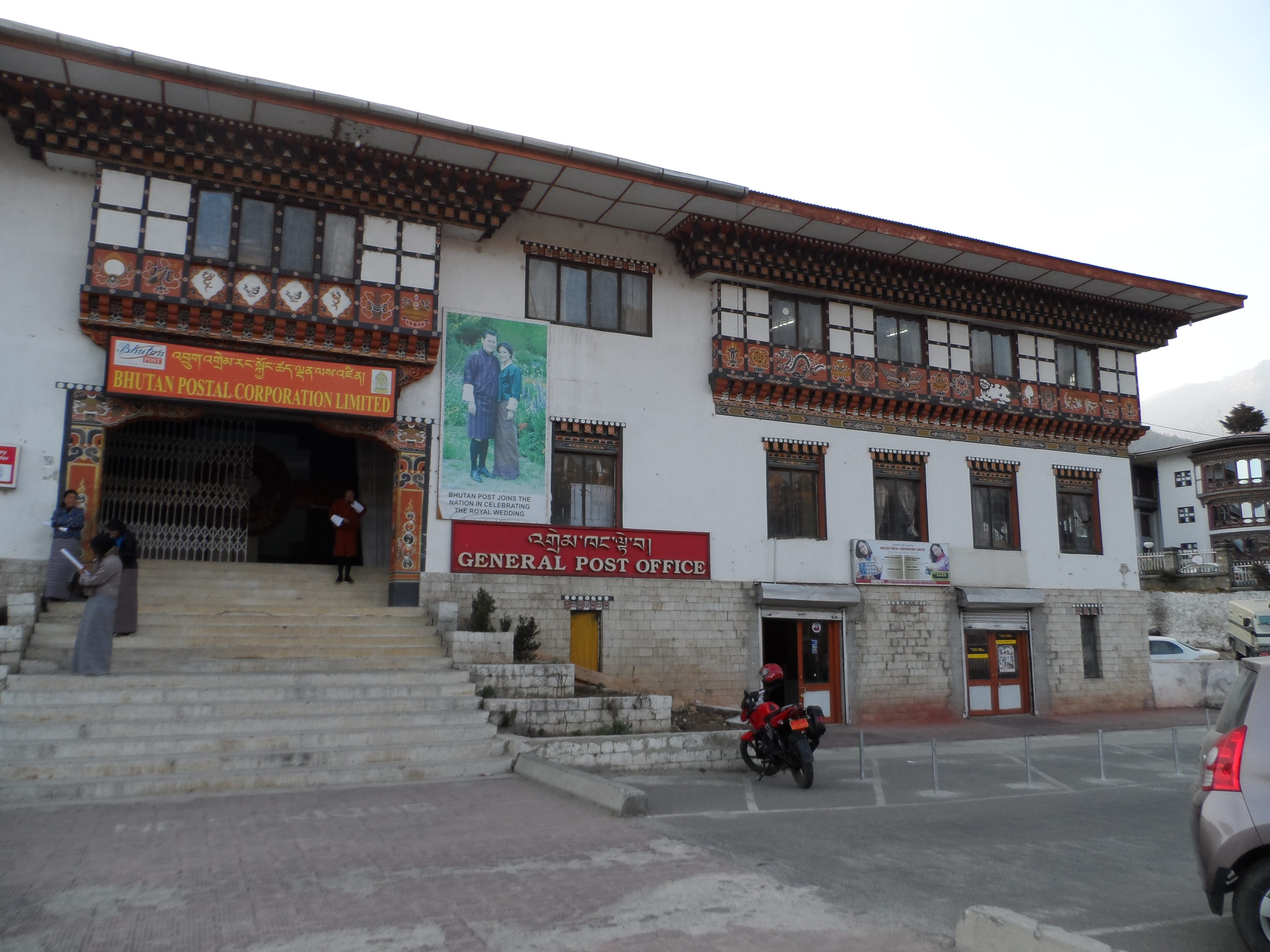
Главпочтамт в столице Бутана Тхимпху

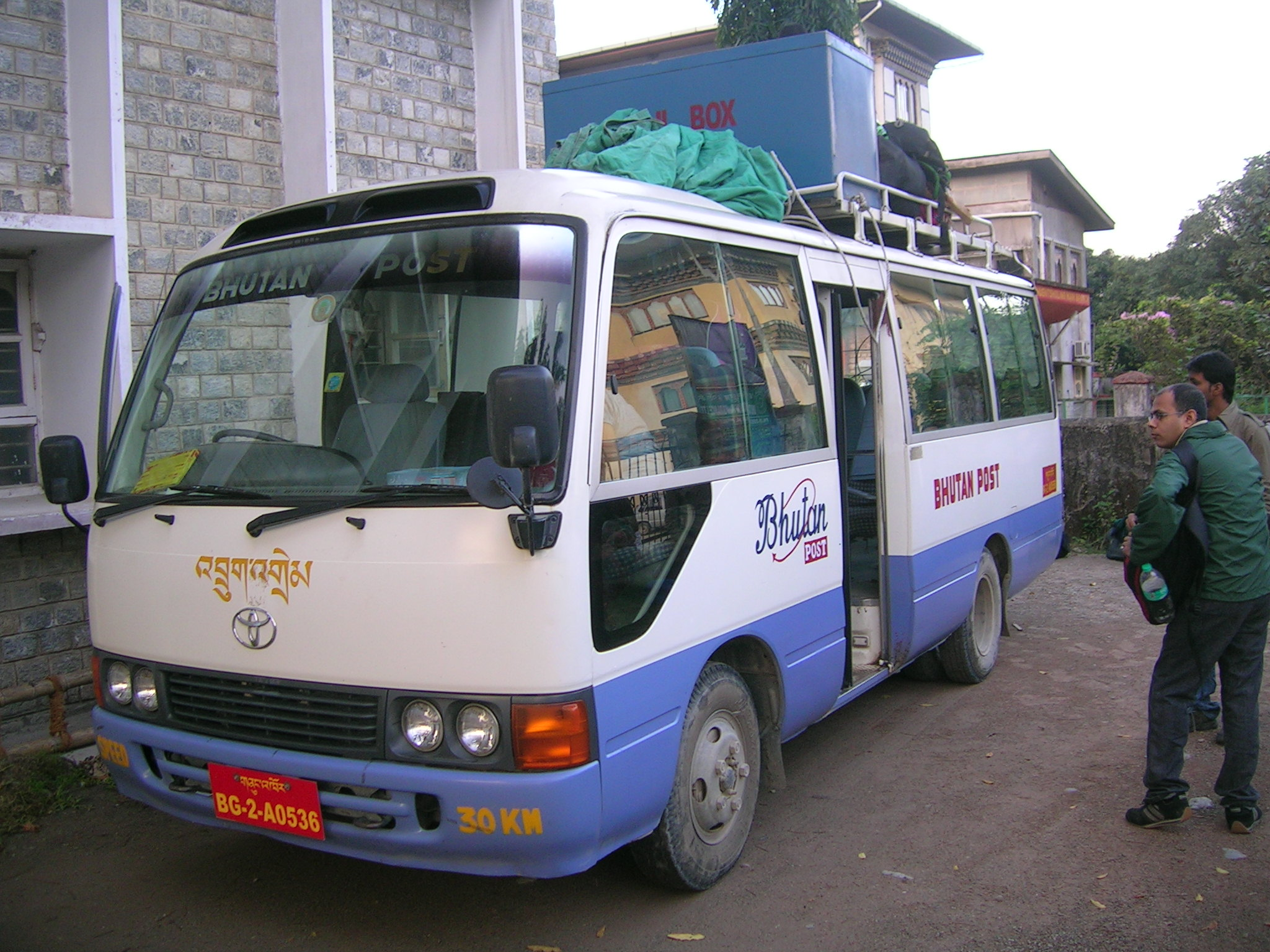
Почтовый автобус, осуществляющий сообщение между Пхунчолингом и Тхимпху

## Услуги
С 1997 года под началом Bhutan Post находятся 17 почтовых отделений и два главных почтамта. Бутанская почта предлагает как обычные почтовые услуги, так и внутреннее и внешнее экспресс-обслуживание, а также филателистическое обслуживание, предоставляет множество финансовых услуг, включая денежные переводы и обслуживание Western Union.
Bhutan Post также управляет транспортной сетью в пределах страны, которая занимается доставкой почты и пассажирским движением.
Согласно Закону о Bhutan Postal Corporation, Bhutan Post имеет монополию на обработку стандартных писем в пределах страны.

## Штаб-квартира
Руководство компании располагается в столице Бутана Тхимпху, в центральном офисе по адресу:

Bhutan Post Headquarter

GPO Building

Chang Lam

Thimphu, Bhutan

## Выпуски почтовых марок
У Bhutan Post имеется договор с Межгосударственной филателистической корпорацией, согласно которому она обязуется проводить (по данным на 2004 год) десять специальных выпусков почтовых марок в год для продажи на мировом рынке, за что Bhutan Post получает роялти в размере $110 000.

## Почтовые индексы
В 2010 году компания Bhutan Post объявила, что после консультаций с Всемирным почтовым союзом в стране впервые вводится система почтовых индексов. Эта система основана на пятизначных почтовых кодах.